# Gudrun (mitologia)
Gudrun, chiamata anche Crimilde (in tedesco Kriemhild o Krimhild, in norreno Guðrún o Grimhildr) è uno dei principali personaggi femminili del ciclo mitologico di Sigfrido e dei Nibelunghi. Ha nome Gutrune nell'opera di Richard Wagner L'anello del Nibelungo, e quello di Hilda nella grand opéra Sigfrido di Ernest Reyer.
È probabile che la sua figura derivi parzialmente dal personaggio storico di Ildico, il cui marito, Attila, morì durante la loro prima notte di nozze, nel 453.

## Il mito norreno
Guðrún Gjúkadóttir (figlia di Gjúki) è la bella sorella di Gunnarr e Högni, principi del popolo dei Niflúngar. Dacché il giovane eroe Sigurðr giunge alla corte di suo padre Gjúki, ella si innamora di lui, che tuttavia ama già un'altra donna, la valchiria Brynhildr. Grimhildr, madre di Guðrún, considera Sigurðr un buon partito per la figlia e fa bere al giovane eroe un filtro magico, così che lui dimentichi Brynhildr. Sigurðr sposa Guðrún e aiuta il cognato Gunnarr a superare le prove che gli permettano di conquistare Brynhildr: varcare un cerchio di fiamme che solo Grani, cavallo di Sigurðr, poteva passare. Sigurðr, durante l'impresa, sottrae di nascosto alla valchiria l'anello Andvaranautr, che egli le aveva in precedenza donato, e lo consegna alla moglie.
Tra Guðrún e Brynhildr scoppia una lite, poiché entrambe le donne sostegno di avere il marito più valoroso. Guðrún allora mostra alla rivale l'anello, rivelandole che era stato Sigurðr e non Gunnarr a superare le prove per conquistarla. Brynhildr, profondamente offesa, chiede a Gunnarr di uccidere Sigurðr. L'omicidio viene commissionato a Guthormr, il fratellastro di Gunnarr, che entra nella camera nuziale di Sigurðr e Guðrún e colpisce mortalmente l'eroe che dorme: Sigurðr, prima di morire, scaglia la propria spada contro Guthormr e lo uccide. Guðrún si sveglia in un lago di sangue.
Il dolore per la perdita del marito paralizza Guðrún a tal punto da impedirle anche di piangere. Molte donne provano a destarla da tale torpore, ma solo sua sorella Gullrond ci riesce, mostrandole le ferite sul corpo morto di Sigurðr. Guðrún allora scoppia in lacrime.
Per tre anni e mezzo la fanciulla vive presso re Hálfr e sua moglie Þóra, quindi si riconcilia con i fratelli, che le fanno bere il filtro dell'oblio e la danno in sposa ad Atli, re degli Unni.
Atli, saputo del grande tesoro di Sigurðr, ora in mano a Gunnarr e ai Niflúngar, invita i fratelli della moglie a corte, con l'intenzione di tradirli e ucciderli. Guðrún tenta di avvertire i fratelli dell'inganno inviando loro l'anello Andvaranautr avvoltolo in peli di lupo. Gunnarr e Högni non colgono l'avvertimento e si recano ugualmente al palazzo di Atli. Qui si trovano a combattere contro gli Unni, più numerosi di loro. Inutilmente Guðrún prega il marito di risparmiare i fratelli, né riesce a ottenere qualcosa facendo intercedere per essi i figli. Alla fine indossa lei stessa le armi combattendo al fianco dei Niflúngar. Gunnarr e Högni vengono ugualmente catturati e uccisi da Atli e Guðrún, per vendicarsi, uccide i figli avuti da Atli e li dà in pasto al marito, facendo dei loro crani delle coppe.
In seguito Guðrún si lamenta con Þjóðrekr, ospite di Atli, che aveva perso nella battaglia contro i Niflúngar molti guerrieri, delle proprie sventure. Erkja, schiava ed ex amante di Atli, li vede e li calunnia dinnanzi ad Atli, affermando che Guðrún lo tradiva con Þjóðrekr. Atli sottopone le due donne al giudizio divino facendo loro immergere le mani in un calderone bollente: Guðrún non subisce alcun danno e risulta innocente, mentre Erkja perde la mano.
Guðrún si vendica definitivamente su Atli grazie all'aiuto di Niflúngr, figlio postumo di Högni: i due uccidono il re degli Unni e danno fuoco al suo palazzo.
Guðrún, cercando di uccidersi, si getta in mare, ma viene salvata da re Jónakr, che la sposa. Ella partorisce al terzo marito due figli, Sörli e Hamðir. Allorché la figlia avuta da Sigurðr, Svanhildr, andata in sposa al re goto Jörmunrekkr, viene uccisa dal marito, Guðrún incita i figli a vendicare la sorella. Sörli e Hamðir partono verso il regno dei Goti e li accompagna il fratellastro Erpr: ritenendolo inutile essi lo uccidono. Arrivati al palazzo di Jörmunrekkr, i due giovani riescono a mutilare il re, ma vengono catturati prima che lo abbiano ucciso. Mentre vengono lapidati capiscono che se ci fosse stato Erpr al loro fianco avrebbero portato a termine la missione

## Il mito tedesco
Crimilde, sorella di Gunther, re dei Burgundi, è uno dei personaggi principali del poema epico La canzone dei Nibelunghi.
Il poema si apre con un sogno di Crimilde: ella ha un falcone molto bello, che tuttavia viene ucciso da due aquile. Ute, madre della fanciulla, interpreta il sogno dicendo che ella avrà un marito che amerà molto, ma che tuttavia verrà ucciso.
Sigfrido, figlio di Sigmund e principe del Niederland, giunge alla corte di Gunther a Worms per vedere la bellezza di Crimilde, di cui si parla in ogni terra: egli si innamora ricambiato della ragazza, che gli viene promessa in sposa. Tuttavia, Gunther chiede a Sigfrido, prima di dargli in moglie la sorella, di aiutarlo a conquistare Brunilde, regina d'Islanda, che sfida a duello chiunque voglia sposarla. Sigfrido, grazie ad un cappuccio magico, che rende invisibile chi lo indossa, aiuta Gunther a sconfiggere la fortissima guerriera ed ella sposa controvoglia il re di Worms. Lo stesso giorno viene celebrato anche il matrimonio tra Sigfrido e Crimilde.
Poiché Brunilde ancora non vuole concedersi al marito, Gunther chiede nuovamente l'aiuto di Sigfrido, che, indossato il cappuccio dell'invisibilità, immobilizza Brunilde fingendosi, nel buio della camera nuziale, Gunther. Prima di uscire dalla camera, lasciando il posto al re, l'eroe sottrae a Brunilde un anello e una cintura, che dona a Crimilde.
Secondo il poemetto tedesco Sigfrido il Corneo (Der Hürnen Seyfrid), Crimilde viene rapita da un drago e in seguito liberata da Sigfrido, che uccide il drago e si impossessa di un grande tesoro, l'oro dei Nibelunghi.
Dopo dieci anni a Xanten, capitale del regno del Niederland di cui Sigfrido è diventato re, Crimilde e il suo sposo tornano a Worms per far visita a Gunther. La domenica mattina le due regine, Brunilde e Crimilde, si presentano davanti alla chiesa, ed ognuna rivendica il diritto di entrare per prima, in quanto moglie del re più potente. Crimilde sostiene che i due re siano pari e che, anzi, Sigfrido sia più coraggioso e valoroso di Gunther, e accusa la cognata di essere la concubina di Sigfrido, mostrando la cintura e l'anello che l'eroe le aveva sottratto e umiliando pubblicamente Brunilde.
Brunilde, per riscattare il proprio onore, chiede al marito di uccidere Sigfrido e Hagen, consigliere di Gunther, compie l'impresa durante una battuta di caccia.
Crimilde rifiuta ogni consolazione, giurando di vendicare la morte del marito. Dopo alcuni anni tuttavia si riconcilia, almeno formalmente, con Gunther, continuando ad odiare Hagen.
Gunther, tempo dopo, dà la sorella in sposa a Attila, re degli Unni. Crimilde accetta malvolentieri, con la sola speranza di poter usare il potere del nuovo marito per vendicare Sigfrido. Quando la donna richiede in eredità il tesoro dei Nibelunghi, appartenuto a Sigfrido, Hagen glielo nega e, col consenso di Gunther, lo getta nel fiume Reno.
Crimilde, nuovamente oltraggiata, è determinata a vendicarsi e organizza un banchetto a cui invita i Burgundi, poi spinge Bleda, fratello di Attila, a far strage di tutta la scorta di Gunther, alloggiata in una sala non lontana dal palazzo. Gunther e Hagen reagiscono uccidendo molti uomini di Attila, ma si trovano ben presto assediati nel palazzo del re degli Unni. Crimilde dà l'ordine di bruciare la sala, ma i due principi riescono a sopravvivere e, dopo una strenua resistenza, vengono catturati e imprigionati.
Crimilde chiede ad Hagen dove sia nascosto il tesoro dei Nibelunghi, ma l'eroe si rifiuta di rispondere, almeno finché il suo re, Gunther (l'unico a conoscere il segreto oltre a lui), fosse stato in vita. Crimilde ordina allora di uccidere il fratello e fa portare la testa di quest'ultimo ad Hagen. Hagen, ultimo a conoscere il nascondiglio del tesoro, rifiuta di rivelarlo e viene decapitato dalla regina. Ildebrando, maestro d'armi dell'eroe Teodorico, assiste alla scena e, scandalizzato dalla crudeltà di Crimilde, la uccide.

## Nella cultura di massa

### Cinema
Nella pellicola italiana del 1958 Sigfrido, diretta da Giacomo Gentilomo, Crimilde è impersonata da Ilaria Occhini.

### Televisione
Nel film TV La saga dei Nibelunghi è interpretata da Alicia Witt e segue le vicende della storia così come viene proposta nella sua variante germanica, dunque il suo nome è Crimilde. Crimilde è sorella di Gunther e si innamora di Sigfrido al primo sguardo: questi però ama Brunilde e, per conquistarlo, Crimilde viene persuasa da Hagen a fargli bere un filtro d'amore che porta il re di Xanten ad innamorarsi perdutamente di lei, dimenticando il suo amore precedente. Successivamente scatena un gravissimo litigio con l'ormai cognata Brunilde; quando decide di riappacificarsi con lei e scopre il suo passato con Sigfrido, le rivela la verità sul filtro e smaschera l'inganno che ha portato alla morte del suo amore.